# Caladbolg
Caladbolg is het zwaard van Fergus mac Róich in de Ulstercyclus. Tijdens de Táin Bó Cuailnge neemt Ailill mac Máta Caladbolg stiekem af van Fergus mac Róich als hij achter de relatie komt die Fergus met zijn vrouw Medb heeft.